# سيدريك براكاش
سيدريك براكاش (بالإنجليزية: Cedric Prakash)‏ هو ناشط حقوق الإنسان هندي، ولد في 3 نوفمبر 1951 في مومباي في الهند.